# Mali rombasti mišić
Mali rombasti mišić (lat. musculus rhomboideus minor) je mišić stražnje strane trupa. Mišić inervira lat. nervus dorsalis scapualae.

## Polazište i hvatište
Mišić polazi sa šiljastih nastavka vratnih kralježaka (6. – 7.), ide dolje i lateralno i hvata se za medijalni rub lopatice.